# Moisés Lira Serafín
Moisés Lira Serafin, M.Sp.S. (16. září 1893, Zacatlán – 25. června 1950, Ciudad de México) byl mexický římskokatolický kněz a řeholník, člen kongregace Misionářů Ducha svatého a zakladatel kongregace Misijní sestry lásky Panny Marie Neposkvrněné. Katolická církev jej uctívá jako blahoslaveného.

## Život
Narodil se dne 16. září 1893 v Zacatlánu v mexickém státě Puebla. V pěti letech mu zemřela matka. Jeho otec byl učitel a cestoval s ním na různá místa.
Roku 1914 vstoupil do teologického semináře. Vstoupil do nově založené kongregace Misionářů Ducha svatého a složil v ní doživotní řeholní sliby. Dne 14. května 1922 jej arcibiskup z Morelia Leopoldo Ruiz y Flores vysvětil na kněze. Po vysvěcení byl jmenován novicmistrem své kongregace. Byl pověřen pastorací vězňů a spoustu času trávil zpovídáním. Okolo roku 1926, během náboženského pronásledování v Mexiku, tajně vykonával svůj kněžský apoštolát. Vytvářel skupiny akolytů a katechetů, jejichž cílem bylo povzbudit mladé lidi k duchovnímu růstu a aktivnímu apoštolátu. V roce 1927 se přestěhoval do Říma, kde navštěvoval kurzy dogmatické teologie na Papežská univerzita Gregoriana. V tomto období procházel duchovní krizí a zkoušce svého řeholního povolání.
V roce 1934 založil ženskou řeholní kongregaci Misijní sestry lásky Panny Marie Neposkvrněné, jejíž členky mají za úkol pomáhat všem lidem, zvláště pak potřebným. Vynikal hlubokou láskou k Bohu a měl synovskou oddanost k Panně Marii.
V posledních letech svého života trpěl zánětem mozkových blan, což mělo za následek jeho zhoršující se zdravotní stav. Zemřel dne 25. června 1950 v Ciudad de México. Roku 2014 byly jeho ostatky se souhlasem mexického arcibiskupa a kardinála Norberta Rivery Carreryho exhumovány a uloženy do svatyně San Felipe de Jesús v Ciudad de México.

## Úcta
Jeho beatifikační proces započal dne 17. listopadu 1998, čímž obdržel titul služebník Boží. Dne 27. března 2013 jej papež František podepsáním dekretu o jeho hrdinských ctnostech prohlásil za ctihodného. Dne 14. prosince 2023 byl uznán zázrak na jeho přímluvu, potřebný pro jeho blahořečení.
Blahořečen pak byl dne 14. září 2024 v bazilice Panny Marie Guadalupské v Ciudad de México. Obřadu předsedal jménem papeže Františka kardinál Marcello Semeraro.
Jeho památka je připomínána 25. června. Bývá zobrazován v řeholním oděvu.